# Олег Ольжич
Оле́г О́льжич (справжнє ім'я Олег Олександрович Кандиба), (8 (21) липня 1907, Житомир — 10 червня 1944, концентраційний табір Заксенгаузен) — український поет, політичний діяч, археолог. Син відомого українського поета Олександра Олеся.
Очолював культурно-освітню референтуру Проводу українських націоналістів (ПУН) (1937) і Революційний Трибунал Організації українських націоналістів (ОУН) (1939—1941). Заступник Голови ПУН полк. Андрія Мельника, та Голова ПУН на українських землях (з 05.1942), Голова ПУН ОУН (01.1944 — 10.06.1944). Борець за незалежність України у ХХ столітті.

## Життєпис

Олег Ольжич

Народився у Житомирі 21 липня (8 липня за старим стилем) 1907 року. Батько — відомий письменник Олександр Іванович Кандиба (псевдонім — Олександр Олесь), мати — Віра Антонівна Свадковська, гімназійна вчителька.
Родина в 1912—1919 роках жила заможно та мешкала в Києві, в прибутковому будинку Файбишенко на Новій забудові, вулиці Антоновича, 64/16, точніше на розі вулиць Антоновича (Горького) та Івана Федорова. Будинок вцілів, однак перебуває в аварійному стані.

### Навчання та наукова діяльність
У 1919—1923 роках здобував середню освіту в трудовій школі, мешкаючи в Пущі-Водиці поблизу Києва, але закінчити середнє навчання довелося лише в Празі. Наприкінці 1922 року він разом із матір'ю виїхав з України у Берлін, де 3 січня 1923 року нарешті зустрівся з батьком, який у лютому 1919 року був змушений поспіхом емігрувати до Австрії, використавши придбаний дипломатичний паспорт з повноваженням аташе з культури при консульстві УНР у Будапешті.
1923 року родина Кандиби переїхала до Праги. Влітку родина переїхала до Ржевниців під Прагою, згодом далі — до Горніх Черношинець. Восени 1923 року Олег разом з матір'ю повернувся до Праги. Батько залишився в Горних Черношинцях, де він організував гурток з науковців, поетів і письменників.
Олег Кандиба поступив на платні річні матуральні курси Українського громадського комітету в Празі, які закінчив 11 грудня 1924 року з відзнакою. Це надавало йому можливість записатись вільним слухачем на безкоштовній основі у будь-який вищий навчальний заклад.
Олег записався слухачем на літературно-історичний відділ Українського високого педагогічного інституту імені Драгоманова у Празі. Цей інститут заснував влітку 1923 року Український громадський комітет і до нього брали всіх охочих. Однак документи, що підтвердили б його навчання, не збереглися. Одночасно юнак записався на лекції в Український вільний університет (УВР). За непідтвердженими відомостями, серед засновників був його батько Олександр Олесь (Кандиба). Документи студента Кандиби не збереглися, однак лишилися спогади його вчителів і колег, а також Л. Винар віднайшов конспекти О. Ольжича занять з археології, які проводив професор Вадим Щербаківський. Тоді ж записався вільним слухачем філософського факультету Карлового університету в Празі. Влітку 1926 року, склавши додаткові іспити з латині, став звичайним студентом університету. Роки навчання — 1924—1929. Бувши студентом, отримав (1928) грант від Наукового Товариства імені Шевченка у Львові на експедицію в Більче-Золоте.
Член Пласту в Празі. На пластову тематику написав поезію «Пластовий капелюх». На цей час припали початки наукової діяльності О. Ольжича, яку Л. Винар періодизує таким чином:
- І. 1925—1930 — роки навчання та археологічних розкопок у Чехословаччині і в Західній Україні. Зокрема у 1928—1929 роках він вивчав пам'ятки трипільської культури та здійснив пробні розкопки у селах Козаччина, Ланівці, Стрілківці, Голігради, Добрівляни, Касперівці, Новосілка (нині Тернопільської області) та м. Заліщики[6].
- II. 1931—1940 роки — період інтенсивної наукової і академічно-педагогічної діяльності О. Кандиби, час появи його основних наукових праць у різномовних наукових виданнях, його кількарічної співпраці з Гарвардським університетом і УВУ. Цей період також охоплює заходи з організації Українського наукового інституту в Америці.
- III. З 1941 до травня 1944 року — період принагідної наукової роботи. Тоді О. Кандиба був членом Археологічної Комісії НТШ (1941—1944), яку очолював Я. Пастернак. Кандиба перебував у підпіллі, але рівночасно збирав історичні й фольклорні джерела, співпрацював з українськими вченими в Західній і Східній Україні.

Восени 1930 року захистив дисертацію на звання доктора філософії на тему: «Неолітична мальована кераміка Галичини».
З жовтня 1930 до травня 1932 року — асистент кафедри археології УВУ. Працював у археологічному відділі Національного музею Чехословаччини. У лютому 1931 року О. Кандиба одержав від Слов'янського інституту в Празі (Slovansky ustav) наукову стипендію в сумі двох тисяч чеських крон на студійну подорож у Німеччину і Австрію для збирання матеріалів для його дальших студій культури неолітичної кераміки. Проміжні результати його наукових досліджень надрукували в чеському журналі «Огляд передісторичний» і в серійному науковому виданні «Пам'ятки археологічні». У червні 1932 року провів рятункові розкопки чотирьох кістякових поховань ранньої бронзової доби в Кобилісах біля Праги. У цей час він активно популяризував археологію у празьких і львівських масових виданнях.
Навесні 1932 року в Празі відбувся II Український науковий з'їзд, на якому працювала підсекція археології та історії мистецтв, де головував В. М. Щербаківський. Олег Кандиба зробив дві доповіді. Обидві були присвячені українській мальованій кераміці. Зокрема, археолог подав свою класифікацію еволюції української мальованої кераміки і її типологію (він визначив шість основних керамічних форм) і дійшов висновку, що розвиток української мальованої кераміки є безперервним, органічним і тривалим.
За деякими відомостями, після з'їзду в Ольжича виникли серйозні теоретичні розбіжності зі Щербаківським та іншими послідовниками школи Любора Нідерле і він був вимушений звільнитися з кафедри археології УВУ і з-поміж співробітників археологічного відділу музею. Водночас у спогадах О. Оглоблин 1956 року про В. Щербаківського про такий інцидент не згадав, натомість стверджував, що В. Щербаківський «створив свою наукову школу, й серед учнів його були визначні археологи, як приміром Др. Олег Кандиба».
З тих же причин особисту участь у I Міжнародному конгресі доісторичних і протоісторичних наук, що відбувся того ж року в Лондоні, не брав. Підготував доповідь «Дністро-Дунайська неолітична область», однак обмежився передачею тез. Улітку 1932 року брав участь в американській археологічній експедиції до Югославії. Восени 1932 року О. Кандиба узяв участь в археологічних розкопках печери Доміка на Словаччині, які проводив д-р Й. Бем (чеськ. J. Böhm) з чеського Державного археологічного інституту.
Надалі його участь в історичних конференціях звелася до передачі тез своїх робіт для ознайомлення. Публікував статті, розвиваючи окремі положення своєї дисертації. Нетривалий час працював у музеях Відня й Берліна. Це була діяльність самостійного дослідника.
З літа 1932 року, завдяки протекції доктора Володимира Фавкса (чеськ. Vladimir Fawkes), який 1932 року захистив дисертацію в Празі, першого директора Американської школи доісторичних досліджень (АШДІ), Кандиба взяв участь у роботі 12-го польового семестру цієї школи. Там протягом 3–4 тижнів він знайомив американських студентів з особливостями проведення розкопок і культурою регіонів Європи в епоху неоліту. Ця робота давала пристойний заробіток (близько 1000 доларів), який давав змогу скромно прожити до наступного сезону. Відтепер участь у щорічних літніх експедиціях студентів АШДІ (до 1938 включно) стала джерелом його доходів.
У 1938 році за завданням Проводу ОУН в складі делегації (Віктор Курманович, Ярослав Барановський, Роман Сушко) Олег Кандиба виїздив до США. Мета його візиту — організація Українського наукового інституту в Америці (УНІА). УНІА ніколи створений не був. Засновникам (професор університету в Міннеаполісі О. А. Неприцький-Грановський і провідник ОУН Олег Кандиба) не вдалося узгодити необхідні документи, насамперед, статут створюваного університету. Читання лекцій у Гарвардському університеті є непідтвердженою гіпотезою. Доказами перебування Олега Ольжича у США з метою створення УНІА є його тривале листування з О. А. Неприцьким-Грановським та візитна картка Олега Кандиби з реквізитами музею Пібоді. Водночас Л. Винар вважає, що поїздка взагалі не відбулася. У рамках підготовки збірки наукових праць науковців-українців під егідою неіснуючого УНІА підготував та опублікував статтю з археології. Збірка вийшла друком лише у жовтні 1939 року. Стаття до цього збірника стала останньою опублікованою за життя науковою працею Кандиби.
Загалом діапазон наукової діяльності О. Кандиби охоплював, окрім археології, історію, історію мистецтва, етнографію, літературу.
З початку 1930-х років О. Кандиба заявив про себе як самобутній і оригінальний поет. Співпрацював у львівських періодичних виданнях: «Літературно-науковий вістник», «Вістник», «Обрії», «Напередодні», празьких: «Студентський вісник» і «Пробоєм».

### Діяльність у лавах ОУН

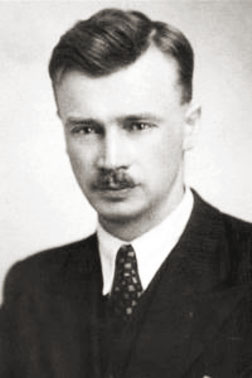
Олег Ольжич

Із молодих літ Олег Кандиба став учасником українського націоналістичного руху. З 1929 року — член Організації українських націоналістів. Виконував ряд відповідальних завдань Проводу українських націоналістів (ПУН) ОУН, особисто Євгена Коновальця. У 1937 році очолив культурно-освітню референтуру Проводу українських націоналістів.
Наприкінці 1930-х років редагував часопис «Самостійна думка», перетворивши його на орган ПУН. У 1938—1939 роках брав активну участь у діяльності короткочасного державного утворення — Карпатської України — в її збройній боротьбі проти угорських окупантів. Його заарештували солдати угорської армії і він провів три дні у Тячівській в'язниці. Після листа угорських вчених на захист вченого уряд Угорщини розпорядився випустити Олега Кандибу та Уласа Самчука. Протягом 1939—1941 років очолював Революційний Трибунал ОУН, член Проводу Українських Націоналістів.
Після розколу ОУН залишився у лавах організації, на чолі якої стояв Голова ПУН полк. Андрій Мельник.
На початку радянсько-німецької війни 1941—1945 років переїхав до Києва разом з Буковинським куренем, взяв участь у формуванні місцевої адміністрації та поліції. У 1941—1942 роках О. Кандиба жив у Києві, налагоджував підпільну мережу ОУН в Україні. В жовтні 1941 року О. Кандиба став одним з організаторів політично-громадського центру — Української Національної Ради у Києві. З початком гітлерівських репресій проти українських націоналістів Кандиба переїхав до Львова.
Після того як, наприкінці липня 1941 року Голова ПУН полк. Андрій Мельник був заарештований разом з дружиною за наказом голови гестапо Генріха Мюллера та примусово відправлений до Берліну, де перебував під домашнім арештом та постійним наглядом гестапо. Контакти Голови ПУН полк. Андрія Мельника з ОУН яке діяло на території українських земель не припинились, проте стали важчими. Так серед членів ОУН, які прибували до Берліна, щоб зустрітись з Головою ПУН Андрієм Мельником та передати йому відповідні звіти, та отримати подальші доручення та інструкції був і Олег Ольжич.
У травні 1942 року Почаївська конференція ОУН обрала Олега Кандибу заступником голови ПУН та головою Проводу на українських землях. 2 серпня 1943 року у віддаленому селі Яблінка-Вижня біля Турки на Бойківщині одружився з дочкою літературознавця, професора Леоніда Білецького Катериною (Калиною), та їхній шлюб був недовгим. Уже після його смерті народився син Олег.
У січні 1944 року, після того, як німці повністю ізолювали Голову ПУН Андрія Мельника, та відправили його до німецького концтабору Заксенгаузен, Олег Ольжич перебрав посаду Голови ПУН ОУН.
Серед членів ОУН(м) Ольжич відрізнявся тим, що був активним прихильником співробітництва з ОУН(р), тобто фракцією Бандери, підтримував контакти з Р. Шухевичем і скеровував охочих до лав УПА.
25 травня 1944 року його заарештувало гестапо у Львові за адресою Остштрассе, 32 (зараз — вул. Личаківська, 32, на стіні висить меморіальний знак про цю подію). Є думка, що до цього був причетний НКВС. На думку сина, Олега Олеговича Кандиби, розгадку арешту та смерті батька треба шукати насамперед в архівах Москви.
Кандибу ув'язнили у «бараці» Целленбау — окремому блоці для особливо важливих в'язнів на території концентраційного табору Заксенгаузен. Загинув під час чергового допиту в ніч проти 10 червня 1944 року, його закатувала гестапівська трійка (Вольф, Вірзінг, Шульц).

## Вшанування пам'яті

Анотаційна дошка Олегові Ольжичу на будинку № 8 на вулиці Ольжича у Києві
Пам'ятник Олегові Ольжичу (Житомир) на розі вулиць Ольжича та Перемоги. Пам'ятник відкрито наприкінці 2017 року у сквері на вул. Ольжича. Це перший пам'ятник в Україні.
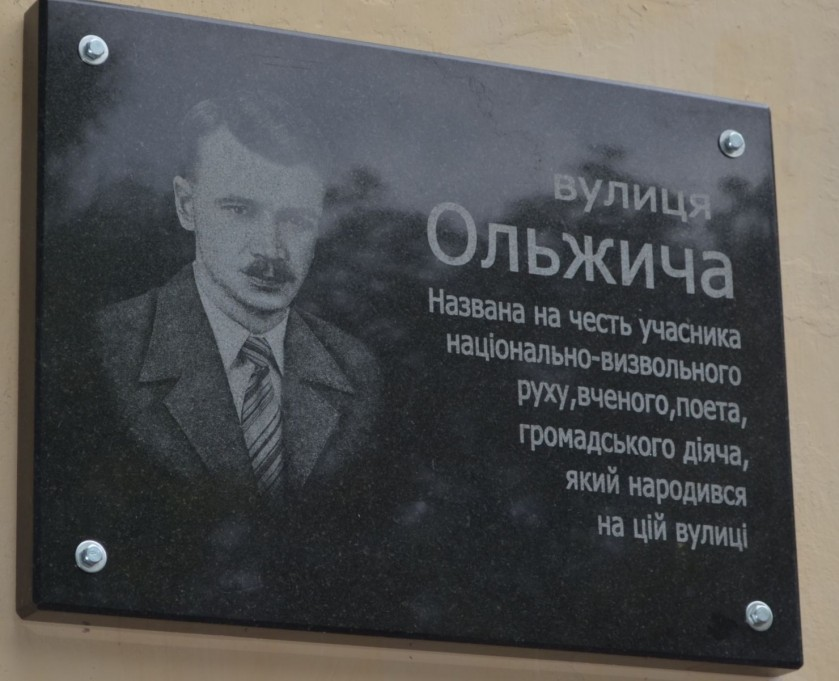
Меморіальна дошка у Житомирі на вулиці Ольжича
Пам'ятка про хрещення Олега Ольжича (Кандиби) в Свято-Успенській церкві Житомира

- Олег Ольжич справив помітний вплив на літературу української діаспори. Олекса Стефанович присвятив йому кілька віршів.
- Про Олега Ольжича зняли повнометражний двосерійний художньо-документальний фільм-трилогію за сценарієм Леоніда Череватенка, режисер Аркадій Микульський «Я камінь з Божої пращі…», що об'єднує стрічки: «Ольжич» (1996 рік), «Доба жорстока, як вовчиця», «Незнаний воїн» (2000 рік). Фільму присудили Національну Шевченківську премію 2002 року.
- 1994 року відкрили наукову бібліотеку імені Ольжича у м. Києві.
- 1994 року встановлено меморіальну дошку Олегові Ольжичу на будинку № 15 на вул. Гетьмана Павла Скоропадського, де він жив у Києві.
- 2007 року Обласній універсальній науковій бібліотеці в м. Житомирі присвоїли ім'я Олега Ольжича.
- На честь Олега Ольжича назвали вулиці у Житомирі, Дрогобичі, Золочеві, Львові, Рівному, Заліщиках, Чернівцях, Кропивницькому, Сумах, Миколаєві, Старому Самборі, Білій Церкві, Новому Бузі та Києві.
- 2007 року НБУ викарбував та ввів до обігу пам'ятну монету на честь Олега Ольжича номіналом 2 гривні.
- У 2013 році відновили анотаційну таблицю на вулиці Ольжича в Житомирі.
- Почесний громадянин міста Житомир.
- Пластовий курінь УПЮ ім. О. Ольжича в місті Житомир
- 27 жовтня 2017 року в Житомирі на розі вулиць Перемоги та Ольжича відкрили пам'ятник Олегові Ольжичу[10].
- 21 липня 2017 року на державному рівні в Україні відзначалась пам'ятна дата — 110 років з дня народження Олега Ольжича (1907—1944), письменника, науковця, політичного діяча.[11]

У липні 2024 року розпорядженням голови Закарпатської ОВА вулицю Лобачевського було перейменовано іменем Олега Ольжича.

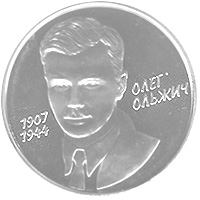
Пам'ятна монета на честь Олега Ольжича
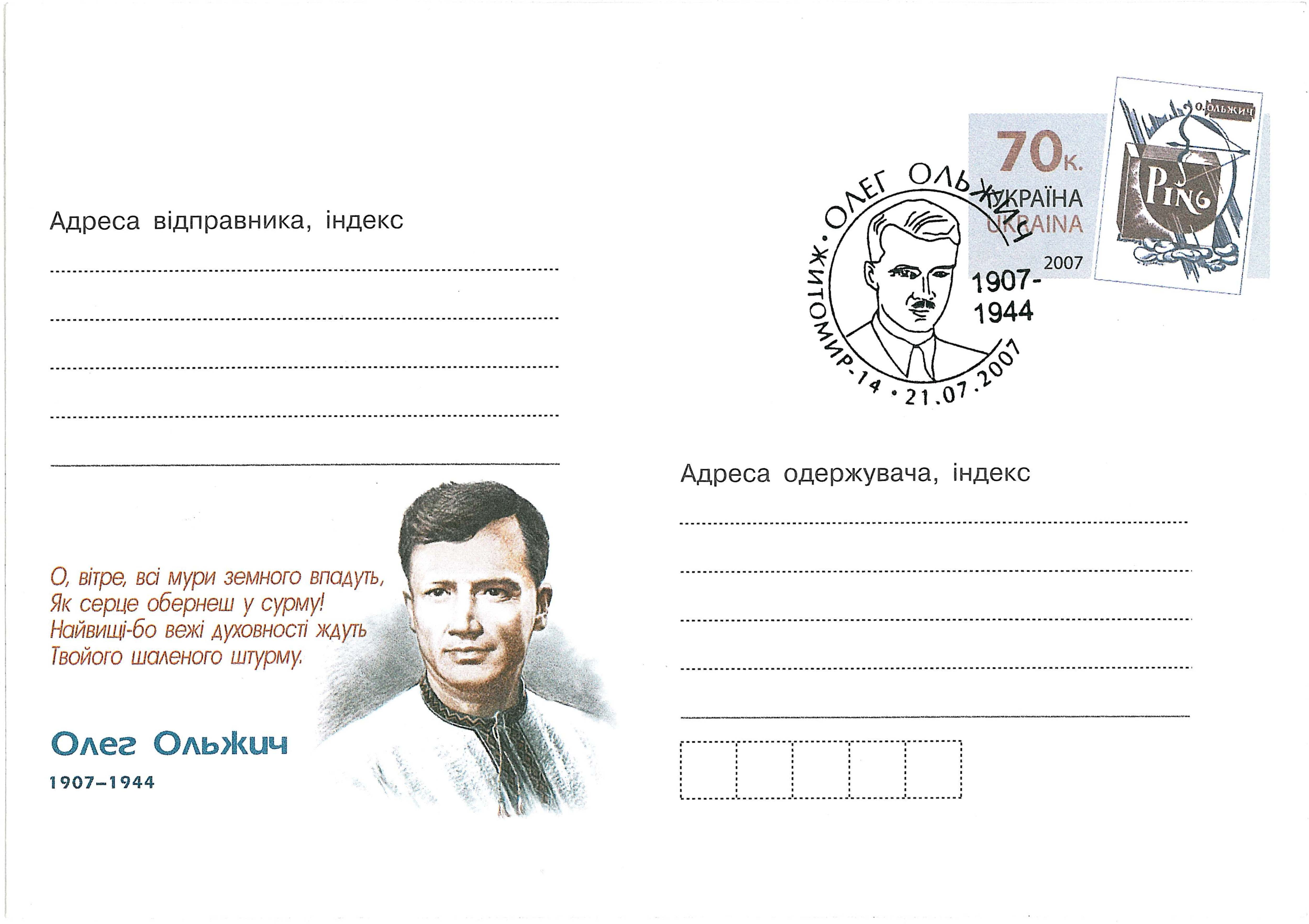
100 років від дня народження. Поштовий конверт України, (2007 рік)

## Вибрані твори
Олег Кандиба — автор поетичних збірок «Рінь» (1935 рік), «Вежі» (1940) та посмертно виданої «Підзамче» (1946), перевиданих у збірках «Поезії» (1956) та «Величність» (1969), низки праць з археології, серед яких «Schipeniz-Kunst und Gerete eines neolitisches Dorfes» (1937). У 1941 році під псевдонімом Д. Кардаш у Празі видав працю «Євген Коновалець».